# محمد العامودي
محمد عمر العامودي مواليد 30 أغسطس 1991 في ، السعودية، هو لاعب كرة قدم سعودي يلعب لنادي النعيرية في خط الوسط .

## مسيرة اللاعب
لعب سابقاً في نادي الثقبة ونادي الصفا ونادي النعيرية.